# Hans Conrad Peyer (Historiker)
Hans Conrad Peyer (* 19. September 1922 in Schaffhausen; † 16. März 1994 in Zürich) war ein Schweizer Historiker.

## Leben und Wirken
Hans Conrad Peyer wurde als Sohn des in Schaffhausen geborenen Arztes Hermann Peyer (31. August 1874 – 21. Februar 1923) und der Hildegard Amsler (1895–1980) geboren, die in zweiter Ehe 1926 dessen Cousin Bernhard Peyer (1885–1963) heiratete. Dieser war Anatom und Paläontologe; das Paar hatte fünf weitere Kinder. Bernhard Peyer wurde 1943 Professor an der Universität Zürich. Das Tagebuch von Hans Hermann Peyer, der Chef der Schweizer Rotkreuzexpedition in Montenegro während des Zweiten Balkankrieges 1912/13 war, liegt im Stadtarchiv Schaffhausen. Er übernahm 1914 die Leitung des montenegrinischen Heeressanitätswesens. Ab 1917 besass er eine Arztpraxis in Schaffhausen.
Hans Conrad Peyer studierte ab 1941 in Zürich und Genf Geschichte, Wirtschaftsgeschichte und Germanistik. In den Nachkriegsjahren 1946 und 1947 recherchierte er in oberitalienischen Archiven für seine durch Karl Meyer betreute Dissertation Zur Getreidepolitik oberitalienischer Städte im Mittelalter, die er 1948 mit der Promotion abschloss und 1950 veröffentlichte. Danach wurde er bei Leo Santifaller und Alphons Lhotsky Mitarbeiter an der Wiener Abteilung der Monumenta Germaniae Historica (1949/50) und war mit der Edition der Urkunden Friedrichs I. betraut.
In Rom befreundete er sich 1950/51 mit Reinhard Elze, der später Direktor des Deutschen Historischen Instituts wurde, und mit Heinrich Schmidinger, der später dem Österreichischen Kulturinstitut (forum austriaco di cultura) in Rom vorstand. 1951 heiratete Peyer Marianne Hefti, die Schwester des Glarner FDP-Ständerats Peter Hefti. Mit ihr hatte er drei Kinder.
Peyer ging nach der 1954 erfolgten Habilitation 1956 in den Archivdienst, zunächst als wissenschaftlicher Assistent. 1964 bis 1969 leitete er das Staatsarchiv Zürich als Staatsarchivar. 1963 wurde er Titularprofessor an der Universität Zürich, 1966 Extraordinarius mit dem Gebiet der Älteren Schweizer Geschichte (bis 1750). Auch lehrte er in Bern als nebenamtlicher Extraordinarius von 1964 bis 1965 und er erhielt Rufe nach Münster und Frankfurt. 1969 wurde er an der Universität Zürich zum Ordinarius für Schweizer Geschichte und allgemeine Wirtschaft- und Sozialgeschichte bis 1750 berufen. Im Jahr 1981/1982 war Peyer Forschungsstipendiat am Historischen Kolleg in München, wo er sein Opus Magnum zur Gastlichkeit im Mittelalter verfasste. 1982 bis 1984 war er an der Universität Zürich Dekan.
Peyer befasste sich weniger mit Methoden und Theorien als mit bis dahin nicht fassbaren historischen Vorgängen und Prozessen, vor allem der Mentalitäts- und Sozialgeschichte, wobei er sich von Fernand Braudels Vorstellung der „langen Wellen“ der historischen Entwicklung inspirieren liess. Dabei arbeitete er unabhängig von der Grösse des Themas äusserst intensiv mit den Quellen, wie sich schon in seiner Dissertation erwies oder in seinen Werken über Die Entstehung der Landesgrenze in der Vallée de Joux, über Friedrich Barbarossa, Monza und Aachen oder Das Archiv der Feste Baden (1982).
Die beiden wichtigsten thematischen Schwerpunkte waren auch in den folgenden Arbeiten die Verfassungs- und die Wirtschaftsgeschichte. So setzte er sich mit dem Bankgewerbe, der Entwicklung des internationalen Handels und der Märkte, hier vor allem mit der Wollproduktion und dem Textilgewerbe, der Viehhaltung und dem Pferdemarkt auseinander. Verfassungsrechtlichen Fragen berührte er in seiner Habilitation, vor allem aber mit Blick auf die Schweiz um 1500 (Aristokratisierung und Solddienst). Er war Mitglied der Vereinigung für Verfassungsgeschichte.
Daneben veröffentlichte er Beiträge zur Zürcher Stadtgeschichte. Zudem lieferte er Überblicke zum Früh- und Hochmittelalter und zur Entstehungszeit der Eidgenossenschaft im Handbuch der Schweizer Geschichte (1972). Ein Überblickswerk schuf er mit der Verfassungsgeschichte der Alten Schweiz (1978). Peyer starb völlig überraschend einen „Sekundentod“. Sein Nachlass liegt im Universitätsarchiv Zürich.

## Veröffentlichungen (Auswahl)
- Zur Getreidepolitik oberitalienischer Städte im 13. Jahrhundert. Dissertation, Wien 1950.
- Friedrich Barbarossa, Monza und Aachen. In: Deutsches Archiv für Erforschung des Mittelalters 8 (1951), S. 438–460.
- Die Entstehung der Landesgrenze in der Vallée de Joux. Ein Beitrag zur Siedlungsgeschichte des Juras. In: Schweizerische Zeitschrift für Geschichte 1 (1951), S. 429–451 (doi:10.5169/seals-77720).
- Stadt und Stadtpatron im mittelalterlichen Italien, Europa Verlag, Zürich 1955.
- mit Alfred Schelling: Leinwandgewerbe und Fernhandel der Stadt St. Gallen. Von den Anfängen bis 1520. Unter Benützung der Vorarbeiten von Alfred Schelling und Hector Ammann, 2 Bde., Zollikofer, St. Gallen 1959.
- Das Trecento. Italien im 14. Jahrhundert, Artemis, Zürich-Stuttgart 1960.
- Die Zweimann-Aktiengesellschaft, Bern 1963.
- Das Archiv der Feste Baden. Dorsualregesten und Archivordnung im Mittelalter. In: Festgabe Hans von Greyerz zum 60. Geburtstag, Bern 1967, S. 685–698.
- Von Handel und Bank im alten Zürich, Berichthaus, Zürich 1968.
- Zürich im Früh- und Hochmittelalter. In: Emil Vogt, Ernst Meyer, Hans Conrad Peyer: Zürich von der Urzeit zum Mittelalter, Zürich 1971, S. 165–221.
- Frühes und Hohes Mittelalter. In: Handbuch der Schweizer Geschichte, Bd. 1, Zürich 1972, S. 93–160.
- Die Entstehung der Eidgenossenschaft. In: Handbuch der Schweizer Geschichte, Bd. 1, Zürich 1972, S. 161–238.
- Verfassungsgeschichte der alten Schweiz, Schulthess, Zürich 1978.
- Die Schweizer Wirtschaft im Umbruch in der zweiten Hälfte des 15. Jahrhunderts. In: 500 Jahre Stanser Verkommnis. Beiträge zu einem Zeitbild, Stans 1981, S. 59–70.
- mit Ludwig Schmugge, Roger Sablonier, Konrad Wanner (Hrsg.): Könige, Stadt und Kapital. Aufsätze zur Wirtschafts- und Sozialgeschichte des Mittelalters, Verlag Neue Zürcher Zeitung, Zürich 1982.
- Gastfreundschaft und kommerzielle Gastlichkeit im Mittelalter (= Schriften des Historischen Kollegs. Vorträge, Bd. 3), München 1983 (Digitalisat).
- mit Elisabeth Müller-Luckner (Hrsg.): Gastfreundschaft, Taverne und Gasthaus im Mittelalter (= Schriften des Historischen Kollegs. Kolloquien, Bd. 3). Oldenbourg, München/Wien 1983. ISBN 978-3-486-51661-6 (Digitalisat).
- Von der Gastfreundschaft zum Gasthaus, Hahnsche Buchhandlung, Hannover 1987.
- Roche. Geschichte eines Unternehmens – 1896–1996, Basel 1996.